# Syrisca
Genre
Syrisca est un genre d'araignées aranéomorphes de la famille des Miturgidae.

## Distribution
Les espèces de ce genre se rencontrent en Afrique subsaharienne et en Amérique du Sud.

## Liste des espèces
Selon World Spider Catalog (version 21.0, 05/05/2020) :
- Syrisca albopilosa Mello-Leitão, 1941
- Syrisca arabs Simon, 1906
- Syrisca longicaudata Lessert, 1929
- Syrisca mamillata Caporiacco, 1941
- Syrisca patagonica (Boeris, 1889)
- Syrisca pictilis Simon, 1886
- Syrisca russula Simon, 1886
- Syrisca senegalensis (Walckenaer, 1841)

## Publication originale
- Simon, 1886 : Études arachnologiques. 18e Mémoire. XXVI. Matériaux pour servir à la faune des Arachnides du Sénégal. (Suivi d'une appendice intitulé: Descriptions de plusieurs espèces africaines nouvelles). Annales de la Société Entomologique de France, sér. 6, vol. 5, p. 345-396 (texte intégral).